# Barry Evans
Pour les articles homonymes, voir Evans.
Barry Evans (18 juin 1943–9 février 1997) est un acteur anglais connu pour ses rôles dans des séries télévisées britanniques telles que Docteurs en folie et Mind Your Language (en).